# 武上純希
武上 純希（たけがみ じゅんき、1955年2月26日 - ）は、日本の脚本家・小説家。鹿児島県出身。

## 略歴
ラ・サール高等学校、日活芸術学院技術科卒業。主にテレビシリーズのアニメーションや特撮ヒーロー物の脚本、或いはシリーズ構成等を手掛けている。過去には、本名の山崎 昌三（）や谷本 敬次（）の筆名を用いた事もあり。
アニメーション製作会社葦プロダクションの社員として編集に携っていたが、1981年には初期の企画時から文芸スタッフも兼ねていた同社のTVシリーズ作品『戦国魔神ゴーショーグン』の第6話「光る眼の悪魔」にて、本名の山崎昌三名義で脚本家としてのデビューを果たすことになる。翌年の『魔法のプリンセス ミンキーモモ』においても本名、もしくは谷本敬次の名義で脚本を担当。同作品より現筆名を用いている。同シリーズの半ばまでは、編集のクレジットにも本名が記されている。
その後は影山楙倫や、いのまたむつみらと共にカナメプロダクションの設立へと参加。『魔法のプリンセス ミンキーモモ』の頃には脚本家の首藤剛志に、『プラレス3四郎』では藤川桂介の両者にそれぞれ師事することで、職業脚本家としての様々なノウハウを学びとり、以降は本職としている。ただし、藤川が自著で武上を弟子と書いたことに触れて「藤川の記憶違い」と弟子であることを否定している。
1983年の『さすがの猿飛』第23話「ハチャメチャ? げんまん大戦!」からは、以前から使っていた武上純希のペンネームを公式に用いるようになる。翌年の『Gu-Guガンモ』を機にカナメプロを退社し、フリーの脚本家として活動を開始。現在に至るまでアニメ、ドラマなどを中心に35年以上に渡って活動を続けている。

## エピソード
- まだ駆け出しの頃『スケバン刑事』シリーズでどれだけシナリオを書いてもそれをプロデューサーや監督にボツにされた。監督の田中秀夫には脚本を床に叩き付けられ、「これのどこが面白いの? 教えてよ」と厳しくダメ出しされたことを述懐している。最初は田中監督と上手く仕事が出来なかったが、長い間その関係が続いた後に、お互いの妥協点が見つかってからはシナリオがスムーズに仕上がるようになったという。また田中は厳しいがそのぶん本が成功した場合とても喜ぶ監督であったという。武上はこのエピソードについては複数のインタビュー[4][1]で語っており、「あの頃があるから今の自分がある。だから東映さんには本当に御恩が有るので、自分が出来る限りのご奉公はしていきたい」とも述べていた。
- 『ウルトラマンダイナ』のメインライターの最終選考まで残っていたが惜しくも落選。結果的に長谷川圭一のプロットが選ばれたが、パイロット版の脚本には武上が書いたプロットの要素も一部取り込まれている[5]。
- 『星獣戦隊ギンガマン』の打ち合わせの際に、『ウルトラマンティガ』のスタッフコートを着てきたことがある[6]。
- 1990年代後半ではウルトラシリーズとスーパー戦隊シリーズを並行して執筆しており、円谷プロダクションのスタッフから作風の違いを指摘されたこともあるが、自身では意識して作風を変えていたわけではなく、それぞれ自身のやりたいことをやっていただけとしている[2]。前者では自身が『ウルトラマン』の直撃世代であることから理想のウルトラマン像を強く抱いていたが、スーパー戦隊シリーズは直撃世代ではなかったため先入観なく楽しんで書いていたと述べている[2]。
- 特撮の演出家を目指していた時期もあり、特撮研究所の佛田洋から誘いを受けたこともあったが、理系の知識がないことやCG主体の時代になっていくだろうと予想していたことなどから断念している[2]。

## 主な脚本作品

### テレビ
太字はメインライターを担当した作品。

#### 実写作品
- 世にも奇妙な物語 シリーズ
  - 第1シリーズ「恐怖の手触り」
  - 第1シリーズ「喪服の少女」
  - 第1シリーズ「カウントダウン」
  - 第2シリーズ「もういちど」
  - 第2シリーズ「こけし谷」
  - 第2シリーズ「呪いの紙人形」
  - 第2シリーズ「記憶の沼」
  - 第2シリーズ「赤い雲」
  - 第3シリーズ「いいかげん」
  - 1997年春の特別編「史上最強の転校生」
- まんがどうして物語
- オレの妹急上昇
- まんがなるほど物語
  - 新まんがなるほど物語
- スケバン刑事III 少女忍法帖伝奇
- 少女コマンドーIZUMI
- 藤子不二雄の夢カメラ
- 花のあすか組!
- 電脳警察サイバーコップ（シリーズ構成）
- FROZEN NIGHT フローズンナイト〜凍てつく真夏の夜〜
- さかなでバーのクリスマス
- B級ホラー WARASHI
- 大人は判ってくれない
- ビーナスハイツ
- 有言実行三姉妹シュシュトリアン
- 幕末高校生
- 殿さま風来坊隠れ旅
- 木曜の怪談 七瀬ふたたび
  - 木曜の怪談 サイボーグ
  - 木曜の怪談 ゴーストハンター早紀
  - 木曜の怪談 MMR未確認飛行物体
  - 木曜の怪談 妖怪新聞
  - 木曜の怪談 タイムキーパーズ
- 闇のパープル・アイ
- ウルトラシリーズ
  - ウルトラマンティガ
  - ウルトラマンダイナ
  - ウルトラマンガイア
  - ウルトラマンコスモス
  - ウルトラマンR/B（シリーズ構成（中野貴雄・伊藤公志と連名）
- スーパー戦隊シリーズ
  - 電磁戦隊メガレンジャー
  - 星獣戦隊ギンガマン
  - 救急戦隊ゴーゴーファイブ
  - 百獣戦隊ガオレンジャー
  - 特捜戦隊デカレンジャー
  - 轟轟戦隊ボウケンジャー
  - 炎神戦隊ゴーオンジャー
- 科捜研の女
  - 新・科捜研の女
- ダムド・ファイル
- 魔弾戦記リュウケンドー（シリーズ構成（猪爪慎一と連名）
- 東京ゴースト・トリップ
- もやしもん
- フェイク 京都美術事件絵巻
- ホンボシ〜心理特捜事件簿〜

#### テレビアニメ
- 戦国魔神ゴーショーグン
- 魔法のプリンセス ミンキーモモ
- プラレス3四郎
- さすがの猿飛
- 禁断の黙示録 クリスタル・トライアングル
- Gu-Guガンモ
- 魔法の妖精ペルシャ
- 超獣機神ダンクーガ
- ゲゲゲの鬼太郎 第3シリーズ
- めぞん一刻
- シティーハンター
- 鉄拳チンミ（シリーズ構成）
- それいけ!アンパンマン
- たいむとらぶるトンデケマン!（シリーズ構成）
- ゲッターロボ號
- DRAGON QUEST -ダイの大冒険-（シリーズ構成）
- レッドバロン（シリーズ構成）[7]
- 蒼き伝説シュート!（シリーズ構成）
- 空想科学世界ガリバーボーイ
- ゲゲゲの鬼太郎 第4シリーズ
- 水色時代（シリーズ構成）
- ドラゴンボールGT
- ケロケロちゃいむ（シリーズ構成）
- ポケットモンスター
- ビーストウォーズII 超生命体トランスフォーマー（シリーズ構成）
- 花さか天使テンテンくん
- ビーストウォーズネオ 超生命体トランスフォーマー（シリーズ構成）
- ONE PIECE (1999年10月20日 - 、第1話 - 第195話) - 82本執筆、2本 小山仁と連名
- トランスフォーマー カーロボット（シリーズ構成）
- 遊☆戯☆王デュエルモンスターズ（シリーズ構成）
- 真・女神転生Dチルドレン ライト&ダーク
- ポケットモンスター アドバンスジェネレーション
- ポケットモンスター サイドストーリー
- 犬夜叉
- マーメイドメロディーぴちぴちピッチシリーズ（シリーズ構成）
- GUNSLINGER GIRL（シリーズ構成）
- NARUTO -ナルト-（シリーズ構成）
- 陸奥圓明流外伝 修羅の刻（シリーズ構成）
- 遊☆戯☆王デュエルモンスターズGX（シリーズ構成）
- メルヘヴン（シリーズ構成）
- 機動新撰組 萌えよ剣 TV（シリーズ構成）
- 強殖装甲ガイバー（オー・エル・エム版）（シリーズ構成）
- 折紙戦士（シリーズ構成（チョ・ジョンヒと連名））
- 妖怪人間ベム（2006年版）（シリーズ構成）
- ポケットモンスター ダイヤモンド&パール
- ポケットモンスター ベストウイッシュ
  - ポケットモンスター ベストウイッシュ シーズン2
  - ポケットモンスター ベストウイッシュ シーズン2 エピソードN
  - ポケットモンスター ベストウイッシュ シーズン2 デコロラアドベンチャー
- NARUTO -ナルト- 疾風伝（シリーズ構成（西園悟と連名））
- ハヤテのごとく!（シリーズ構成（猪爪慎一と連名）[8]
- もやしもん
- 月面兎兵器ミーナ（シリーズ構成）
- ヤッターマン（リメイク版）
- チーズスイートホーム
  - チーズスイートホーム あたらしいおうち
- 07-GHOST
- 極上!!めちゃモテ委員長
- SKET DANCE
- 松本零士「オズマ」（シリーズ構成）
- 一発必中!!デバンダー
- ロンゴマックス（『beポンキッキーズ』コーナーアニメ）
- ポケットモンスター XY
  - ポケットモンスター XY&Z
- ベイビーステップ
- レディ ジュエルペット
- 遊☆戯☆王VRAINS
- 半妖の夜叉姫

#### バラエティ番組
- 邦ちゃんのやまだかつてないテレビ（ブレーン）

### 映画
- ゲゲゲの鬼太郎 激突!!異次元妖怪の大反乱（1986年、東映）
- それいけ!アンパンマン ばいきんまんの逆襲（1990年、松竹）[9]
- 超高層ハンティング（1991年、松竹）
- ミカドロイド（1991年、東宝（原口智生と連名））
- ドラゴンクエスト ダイの大冒険 起ちあがれ!!アバンの使徒（1992年、東映）
- ドラゴンクエスト ダイの大冒険 ぶちやぶれ!!新生6大将軍（1992年、東映）
- アップフェルラント物語（1992年）
- エコエコアザラク WIZARD OF DARKNESS（1995年、ギャガ・コミュニケーションズ）
- 銀河鉄道999 エターナル・ファンタジー（1998年、東映）
- 劇場版 百獣戦隊ガオレンジャー 火の山、吼える（2001年、東映）
- 遊☆戯☆王デュエルモンスターズ 光のピラミッド（2004年、ワーナー・ブラザース）
- 劇場版 NARUTO -ナルト- 疾風伝（2007年、東宝）
- 劇場版 NARUTO -ナルト- 疾風伝 絆（2008年、東宝）
- 劇場版 NARUTO -ナルト- 疾風伝 火の意志を継ぐ者（2009年、東宝）
- 劇場版 NARUTO -ナルト- 疾風伝 ザ・ロストタワー（2010年、東宝）
- ROAD TO NINJA -NARUTO THE MOVIE-（脚本協力/2012年、東宝）

### ビデオ
- バース※原案協力のみ
- 幻夢戦記レダ
- 禁断の黙示録 クリスタル・トライアングル
- ブラックプリンセス 地獄の天使
- 髑髏戦士 ザ・スカルソルジャー 復讐の美学
- ウルトラセブン誕生30周年記念3部作
- ウルトラセブン1999最終章6部作
- ウルトラマンネオス
- ウルトラセブン誕生35周年“EVOLUTION”5部作

### 小説
- 純潔!!火柱マンション
- 不死朝伝奇ZEQU
- 不死朝伝奇ZEQU II
- 古代幻視行 姫巫女
- 古代幻視行 此花咲夜
- 幼媛（ちいさひめ）
- ミツルギ
- 天空の鉄騎兵
- 静 幻夢義経記
- 辰子姫 人竜幻想
- 孔明魔界異聞
- ヴァルキューレの美騎士
- ウルトラセブンEPISODE:0
- ウルトラセブンEVOLUTION
- 呪・アニメ-アニメ・スタジオの怪談-（2016年、毎日新聞出版）

## 学習漫画
- 中国の歴史（シナリオ設定）
- アメリカの歴史（シナリオ設定）

## 関連人物
- 神戸一彦（アニメ・特撮等で共働する機会が多い脚本家の一人）